# Jan Szmidla (wojskowy)
Jan Marian Szmidla, ps. Rustan (ur. 24 czerwca 1898 w Częstochowie, zm. 18 września 1982 w Stanach Zjednoczonych) – major pilot Polskich Sił Powietrznych w Wielkiej Brytanii, działacz niepodległościowy, kawaler Orderu Virtuti Militari.

## Życiorys
Urodził się 24 czerwca 1898 w Częstochowie, ówczesnym mieście powiatowym guberni piotrkowskiej jako syn Jana (1866–1942) i Agnieszki z Langierów (1873–1933). W 1917, w rodzinnym mieście, ukończył ośmioklasowe Gimnazjum Męskie Towarzystwa Opieki Szkolnej ze zdanym egzaminem dojrzałości, a w latach 1917–1918 ukończył dwa semestry na Politechnice Warszawskiej. W czasie nauki w gimnazjum brał czynny udział w pracach „Zarzewia”, „Sokoła” i skautingu.
Od marca 1915 do listopada 1918 działał w Polskiej Organizacji Wojskowej w Częstochowie. Ukończył szkołę podoficerską i szkołę podchorążych POW. W organizacji pełnił kolejno funkcję dowódcy plutonu, dowódcy plutonu szkoły podchorążych, dowódcy kompanii i komendanta Obwodu I Okęgu Va POW.
W listopadzie 1918 wstąpił jako ochotnik do 5 pułku ułanów i w jego szeregach walczył na wojnie z Ukraińcami. Od 23 lutego do 20 czerwca 1920 był uczniem 27. klasy „Kawaleryjskiej” Szkoły Podchorążych w Warszawie. Po ukończeniu szkoły został przydzielony do 1 pułku szwoleżerów i w jego szeregach walczył na wojnie z bolszewikami. Następnie, w stopniu podchorążego, został przydzielony do 2 szwadronu 115 pułku ułanów. 11 października 1920, w czasie zagonu na Korosteń, odznaczył się w boju pod wsią Octówką. 16 lutego 1921 został mianowany z dniem 1 stycznia 1921 podporucznikiem kawalerii.
Po zakończeniu działań wojennych pozostał w wojsku jako oficer zawodowy i kontynuował służbę w 115 pułku ułanów, który został przemianowany na 25 pułku ułanów. Po 1 czerwca 1921 został przeniesiony do 6 pułku strzelców konnych w Żółkwi i 3 maja 1922 zweryfikowany w stopniu podporucznika ze starszeństwem od 1 czerwca 1919 i 82. lokatą w korpusie oficerów jazdy (od 1924 – kawalerii). 12 lutego 1923 prezydent RP awansował go z dniem 1 stycznia 1923 na porucznika ze starszeństwem z 1 stycznia 1921 i 4. lokatą w korpusie oficerów jazdy.
W 1923 został odkomenderowany do Szkoły Pilotów w charakterze ucznia, a po jej ukończeniu przeniesiony do korpusu oficerów aeronaytki i wcielony do 3 pułku lotniczego w Poznaniu. 19 marca 1928 prezydent RP nadał mu stopień kapitana z dniem 1 stycznia 1928 i 24. lokatą w korpusie oficerów lotnictwa. W tym samym roku pełnił służbę w Centralnej Szkole Mechaników Lotniczych w Bydgoszczy, a od lutego 1929 w Centrum Wyszkolenia Podoficerów Lotnictwa w Bydgoszczy. 1 lutego 1933, po ukończeniu I kursu oficerów technicznych lotnictwa, został przeniesiony z Bydgoszczy do Lwowa na stanowisko komendanta parku 6 pułku lotniczego. Na stopień majora został awansowany ze starszeństwem z 19 marca 1938 i 6. lokatą w korpusie oficerów lotnictwa, w grupa techniczna. W marcu 1939 pełnił służbę w Kierownictwie Zaopatrzenia Lotnictwa w Warszawie na stanowisku szefa Wydziału Zakupów.
W czasie II wojny światowej służył w Polskich Sił Powietrznych w Wielkiej Brytanii (numer służbowy RAF P-1523) na stanowisku oficera zaopatrzenia 16 Jednostki Naprawczej.
Zmarł 18 września 1982 w Stanach Zjednoczonych, jego prochy zostały przewiezione do Polski i złożone na cmentarzu Rakowskim (sektor 2, rząd 1b, grób 8).
Był żonaty.

## Ordery i odznaczenia
- Krzyż Srebrny Orderu Wojskowego Virtuti Militari nr 3720 – 29 października 1921[22][23][24][25]
- Krzyż Niepodległości – 28 grudnia 1933 „za pracę w dziele odzyskania niepodległości”[26], zamiast uprzednio (16 września 1931) nadanego Medalu Niepodległości[27][1][28]
- Krzyż Walecznych dwukrotnie[29][30]
- Medal Lotniczy dwukrotnie[21]
- Złoty Krzyż Zasługi[19][31]
- Medal Pamiątkowy za Wojnę 1918–1921[2]
- Medal Dziesięciolecia Odzyskanej Niepodległości[2]
- Krzyż Legionowy[2]
- Odznaka Pilota[2]